# Gonzalo Ramírez
Gonzalo Ramírez Álvarez y Obes (San Gonzalo, Río Grande del Sur, 10 de febrero de 1846-Montevideo, 9 de enero de 1911) fue un abogado, diplomático y político uruguayo nacido en Brasil.

## Familia
Fue nieto de José Ramírez Pérez, saladerista en el antiguo Montevideo.
Sus padres fueron Juan Pedro Ramírez Carrasco y Consolación Álvarez y Obes; fueron sus hermanos José Pedro, Julio, Juan Augusto, Octavio y Carlos María.
Casado con Irene Chain Pacheco y Obes (sobrina de Melchor Pacheco y Obes), tuvo tres hijos: Juan Andrés (destacado dirigente político), José Pedro y Gonzalo.

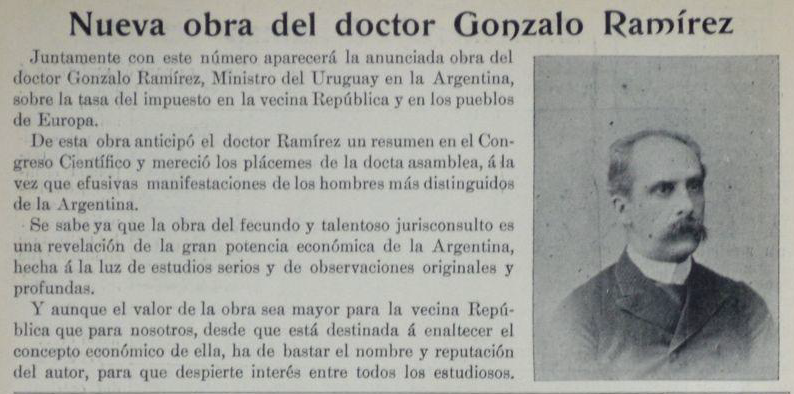
Un joven Doctor Ramírez.

Entre sus bisnietos se destacaron Juan Andrés Ramírez Turell, Gonzalo Aguirre Ramírez y José Claudio Williman Ramírez.

## Biografía
En 1865 se gradúa en Jurisprudencia. Fue catedrático de Derecho Penal (1871-1877) y de Derecho Internacional Privado. Ocupó el cargo de Rector de la Universidad de la República (1873-1874).
Miembro fundador del Ateneo de Montevideo en 1877.
Por su actividad política, es deportado junto con su hermano Carlos a Buenos Aires. De nuevo en Montevideo, se aboca a la creación de un nuevo movimiento político, el Partido Constitucional. Junto con Elías Regules, Martín C. Martínez y Eduardo Acevedo integraron el Consejo de Estado del año 1898 representando a su partido.
Fue ministro plenipotenciario de Uruguay en Argentina en los periodos 1887-1889, 1898-1902 y 1908-1910.
Organizó el primer Congreso Sudamericano de Derecho Internacional en 1889.